# 白水河国家级自然保护区
白水河国家级自然保护区位于中国四川省中部, 龙门山褶皱带中南段、横断山东部,总面积30,150公顷。最低海拔1,481米, 最高海拔太子城4,814米。属亚热带湿润气候。在动物地理区划上属东洋界西南区西南山地亚区。有兽类7目25科96种, 鸟类16目56科280种。